# Epicadinus trifidus
Epicadinus trifidus là một loài nhện trong họ Thomisidae.
Loài này thuộc chi Epicadinus. Epicadinus trifidus được Octavius Pickard-Cambridge miêu tả năm 1893.